# Identificador Químico Internacional
O Identificador Químico Internacional da IUPAC (InChI) é um identificador textual para substâncias químicas, com o objetivo de estabelecer uma maneira padrão de descrever informações de moléculas e facilitar sua pesquisa.
Desde setembro de 2011, o código para gerar o InChI é publicado sob licença LGPL.